# Life Starts Now
| Recensione | Giudizio |
| ---------- | -------- |
| AllMusic   |          |

Life Starts Now è il terzo album in studio del gruppo alternative metal canadese Three Days Grace, pubblicato il 22 settembre 2009.

## Descrizione
Si tratta del secondo album del gruppo prodotto da Howard Benson, dopo il fortunato One-X.
L'album non segue interamente i temi e gli stili musicali dei precedenti dischi del gruppo. Infatti, è lasciato maggiore spazio a temi quali l'amore, la forza di volontà, il coraggio di rialzarsi anche nelle situazioni più tragiche ed è sottolineata di continuo una voglia di ribellarsi al proprio destino, se questo implica un futuro triste, statico e morboso. Non mancano canzoni drammatiche che richiamano l'infelicità, come Last to Know, Bully e World So Cold, o "rabbiose" come Goin' Down e Break. Il disco si regge comunque su canzoni più orientate al lato positivo della vita come No More e soprattutto sul singolo Lost In You ed è proprio questa la svolta generale dal punto di vista stilistico.

## Tracce
1. Bitter Taste – 4:00
2. Break – 3:13
3. World So Cold – 4:02
4. Lost in You – 3:52
5. The Good Life – 2:53
6. No More – 3:45
7. Last To Know – 3:27
8. Someone Who Cares – 4:52
9. Bully – 3:38
10. Without You – 3:33
11. Goin' Down – 3:05
12. Life Starts Now – 3:08

## Formazione
Three Days Grace
- Adam Gontier - voce, chitarra ritmica, acustica
- Barry Stock - chitarra solista
- Brad Walst - basso, cori
- Neil Sanderson - batteria, tastiera, cori

Altro personale
- Howard Benson – programmatore, produzione
- Jon Nicholson - batteria
- Marc VanGool - chitarra